# LG G Watch R
L'LG G Watch R (modello W110) è uno smartwatch Android Wear annunciato e messo in commercio da LG e Google il 25 ottobre 2014. È il secondo smartwatch circolare dopo Motorola Moto 360, ma, a differenza del Moto 360, è il primo ad avere un display completamente circolare.

## Hardware
Il G Watch R ha una certificazione IP67 di resistenza a polvere ed acqua. Ha un cinturino con fibbia sostituibile dall'utente. L'orologio possiede un processore Qualcomm Snapdragon 400 Quad-Core da 1.2 GHz, 4GB di memoria interna e 512MB di RAM. Dispone di un display con una risoluzione di 320 x 320 con tecnologia P-OLED, la stessa del display di LG G Flex. Lo smartwatch ha una batteria da 410mAh, connettività Bluetooth LE 4.0, sensore di battito cardiaco (PPG), accelerometro e giroscopio.

## Software
LG Watch R esegue Android Wear e dispone di un sistema di notifica basato su Google Now, che gli permette di accettare, ricevere, tradurre e, infine, processare i comandi vocali forniti dall'utente. Grazie al software Google Now, darà notifiche ed informazioni utili senza la necessità di chiederle.
Il WiFi è presente nello smartwatch ma attualmente non è ancora stato abilitato LG. Tuttavia con una modifica software (installando la versione di Android Wear per LG G Urbane) il WiFi funziona.
LG G Urbane dovrebbe essere identico a LG Watch R come specifiche tecniche e dovrebbe differire solo nell'estetica.